# Theatrum mundi

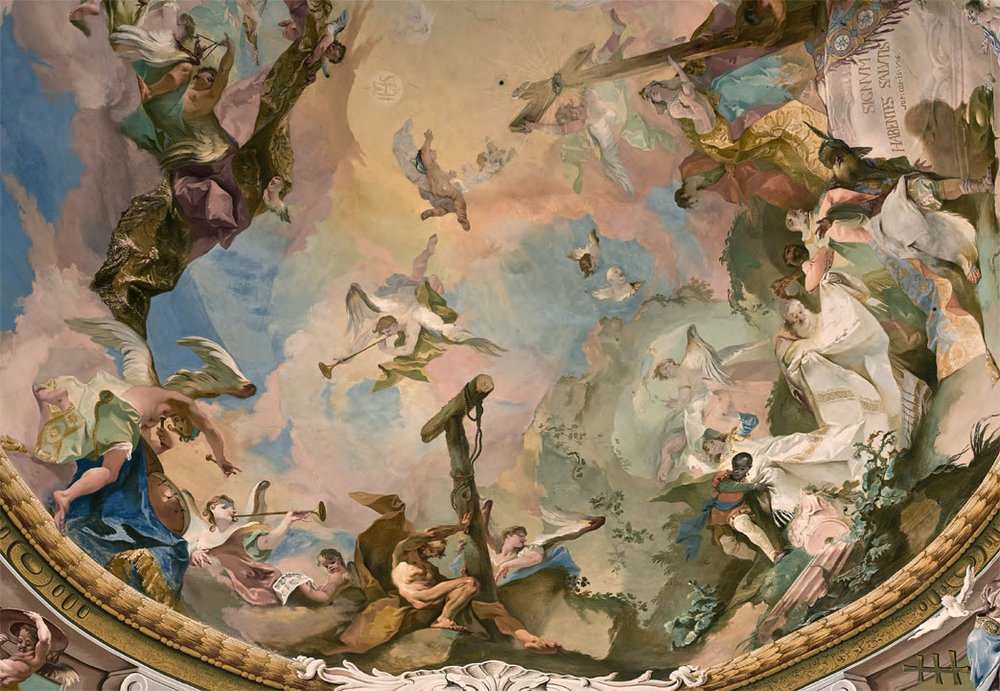
Obraz theatrum mundi

Theatrum mundi (łac. „teatr świata”) – topos, który przedstawia świat jako scenę a żyjących w nim ludzi jako aktorów, którzy odgrywają w nim swoje role. Bóg w toposie jest przedstawiany jako reżyser, sędzia, sufler lub widz, który kontroluje życie człowieka, niczym marionetką. Topos ukazuje kruchość i marność życia ludzi, których los zależny jest wyłącznie od Boga. W toposie wyrażone są postawy determinizmu i pesymizmu.
Topos miał również wpływ na wygląd współczesnych teatrów, których budowa przypomina Ziemię, co ma ukazywać podobieństwo między występami w teatrze a prawdziwym życiem.

## Koncepcja toposu
Z toposu theatrum mundi można wyodrębnić trzy podstawowe aspekty:
1. Świat jest teatrem, w którym ludzie są aktorami, a ich relacje są sceną
2. Ludzie to nieświadome marionetki, zabawki Boga, a świat to widowisko przez niego reżyserowane
3. Teatr jest regułą funkcjonowania wszechświata, który obejmuje wszystkie rzeczy

Interpretacja założeń toposu doprowadza do odmiennych interpretacji. Może on być postrzegany jako metafora fałszu, gdzie ludzie ukrywają przed sobą swoje prawdziwe zamiary, a nawet tożsamość. Topos może być również metaforą kruchości i marności ludzkiego życia; jeszcze inna jego interpretacja wskazuje na harmonię świata i dogłębną spójność reżyserowanego przez Boga pokazu.

## Historia
Topos teatru świata powstał w starożytnej Grecji, niedługo po pojawieniu się pierwszych teatrów. Platon w swoim dialogu politycznym Prawa opisał koncept, według którego ludzie są zaledwie marionetkami stworzonymi przez bogów dla własnej zabawy. Porównywał on również życie z komedią i dramatem. Stoicy traktowali życie człowieka jako narzuconą przez bogów rolę, którą odgrywając, człowiek powinien próbować zachować cnotę, w czym pomaga przede wszystkim, ich zdaniem, świadomość własnej roli. Z kolei Ojcowie Kościoła poszerzyli te idee, uważając życie ludzkie za „komedię rodzaju ludzkiego” i przeciwstawiając je życiu pozaziemskiemu, jednak w odróżnieniu od stoików uważali, że najważniejszym elementem jest wierność własnej roli, jak nakazuje wiara chrześcijańska.
W średniowieczu topos ten ożywił z antyku i rozwinął Jan z Salisbury, który napisał w księdze trzeciej traktatu Policraticus, w której po raz pierwszy pojawiło się sformułowanie theatrum mundi:

(...) mógłby słusznie powiedzieć, że życie człowieka na ziemi jest raczej komedią, w której każdy
zapomina swoją rolę i odgrywa inną.

 Jest on również autorem słów „Totus mundus agit histrionem” (łac. Cały świat gra jakąś rolę), które widnieją nad wejściem Globe Theatre. Choć topos pojawiał się już w antyku, szczególnie dużą popularność zdobył w okresie baroku. Ważną rolę w rozwoju tego toposu odgrywał William Szekspir, który wielokrotnie odnosił się do tego motywu metaforycznie. Dzięki niemu zrozumiano, że ludzie są również aktorami sami dla siebie, gdyż to, jak się zachowujemy czy ubieramy, ma wzbudzać w innych ludziach oczekiwane emocje. Do tej koncepcji nawiązuje również najbardziej znany cytat z komedii Jak wam się podoba Shakespeare’a, który brzmi: „Świat jest teatrem, aktorami ludzie, którzy kolejno wchodzą i znikają”. Topos od XVI do XVIII wieku ukazywał uniwersalny rodzaj relacji Boga z człowiekiem, ludzi między sobą, człowieka z własną świadomością, a także zjawisk występujących w świecie. 

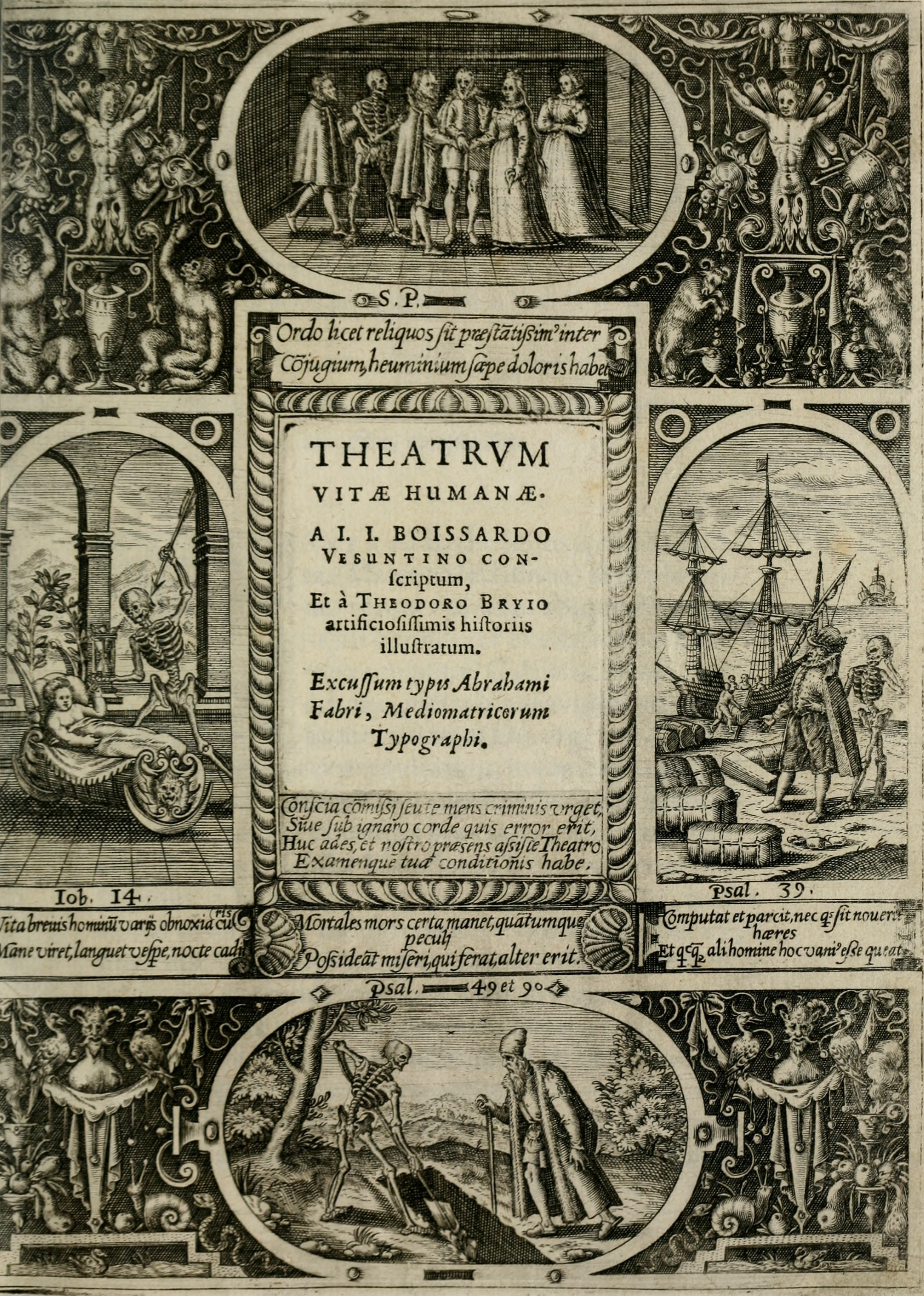
Theatrum vitae humanæ – Jean J. Boissard z roku 1596

## Wykorzystanie toposu
Topos theatrum mundi można zauważyć m.in. w:

### literaturze
- Człowiek Boże-igrzysko (Jan Kochanowski)
- O żywocie ludzkim (Jan Kochanowski)
- Faust (Johann Wolfgang Goethe)
- Życie to nie teatr (Edward Stachura)
- Życie na poczekaniu (Wisława Szymborska)
- Makbet (William Shakespeare)
- Lalka (Bolesław Prus)

### malarstwie
- Ilustracja w Theatrum Vitae Humanae Jeana J. Boissarda(inne języki)[4]

### filmach
- Truman Show (Peter Weir)[9]
- Synekdocha, Nowy Jork(inne języki) (Charlie Kaufman)[9]